# تل پیر گل سرخ
تل پیر گل سرخ مربوط به دوران‌های تاریخی پس از اسلام سدهٔ ۱ تا ۵ ه.ق است و در شهرستان بهبهان، بخش مرکزی، دهستان حومه، شرق روستای اسلام آباد واقع شده و این اثر در تاریخ ۱ مرداد ۱۳۸۶ با شمارهٔ ثبت ۱۹۲۴۳ به‌عنوان یکی از آثار ملی ایران به ثبت رسیده است.